# Robert Sterl

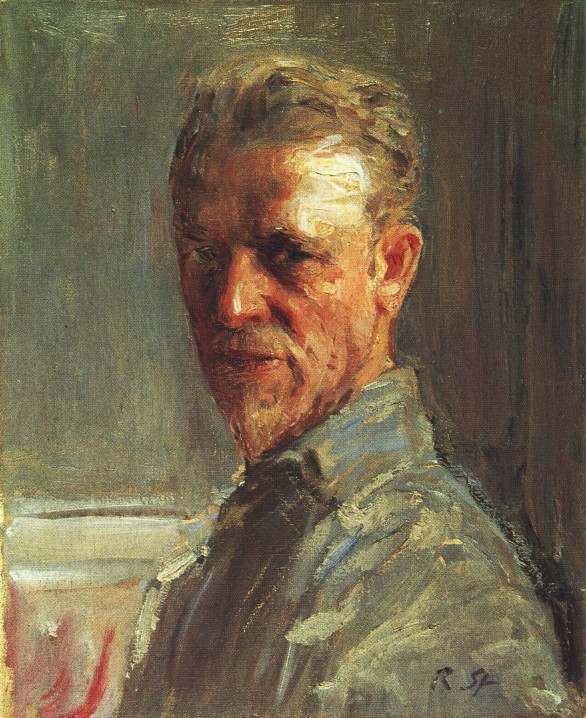
Selbstbildnis (1919)

Robert Hermann Sterl (* 23. Juni 1867 in Dobritz; † 10. Januar 1932 in Naundorf, Amtshauptmannschaft Pirna) war ein deutscher Maler und Grafiker.

## Leben
Robert Sterl wurde 1867 als Sohn des Steinmetzen Friedrich Wilhelm Sterl geboren. Zwischen 1873 und 1881 besuchte er die Volksschule in Dresden. Anschließend studierte er von 1881 bis 1888 (nominell bis 1891) an der Königlichen Akademie der bildenden Künste in Dresden. Er nahm Unterricht u. a. bei Leon Pohle, Julius Scholtz, Wilhelm Walther und war seit 1886 Meisterschüler bei dem belgischen Historienmaler Ferdinand Pauwels; seit 1888 Beurlaubung aus Pauwels’ Atelier.
Zwischen 1887 und 1904 war Sterl als Landschaftsmaler, Porträtist und Illustrator tätig und betrieb eine private Malschule für Damen in seinem Atelier in Dresden. 1894 war er Gründungsmitglied des „Vereins bildender Künstler“. 1897 heiratete er Helene Hedelt (1873–1950); die Ehe blieb kinderlos. Sterl war 1905 Mitbegründer der Künstlergruppe „Die Zunft“. 1904 wurde er zunächst als Lehrer, 1906 als Professor an die Königliche Akademie der bildenden Künste in Dresden berufen, wo er bis 1931 lehrte. Als frühes Mitglied des Deutschen Künstlerbundes nahm er bis zu seinem Tod an mehreren Jahresausstellungen teil und war zum Schluss auch Mitglied des erweiterten Vorstandes.
1909 war er Gründungsmitglied der Künstlervereinigung Dresden. Im selben Jahr folgten die Wahl und Ernennung zum außerordentlichen Mitglied der Berliner Secession. Von 1913 bis 1930 war er Mitglied der Dresdner Galeriekommission, ab 1920 auch des Galeriebeirates Dresden und der Jury der Künstlervereinigung. 1915 übernahm Sterl die Meisterklasse für Malerei der Dresdner Kunstakademie in der Nachfolge des verstorbenen Gotthardt Kuehl. Am Ersten Weltkrieg nahm er als Kriegsmaler teil. Außerdem setzte sich Sterl für den Studentenrat an der Kunstakademie Dresden ein. Er engagierte sich bei Ankäufen und Ausstellungen für die Moderne und für junge Künstler.

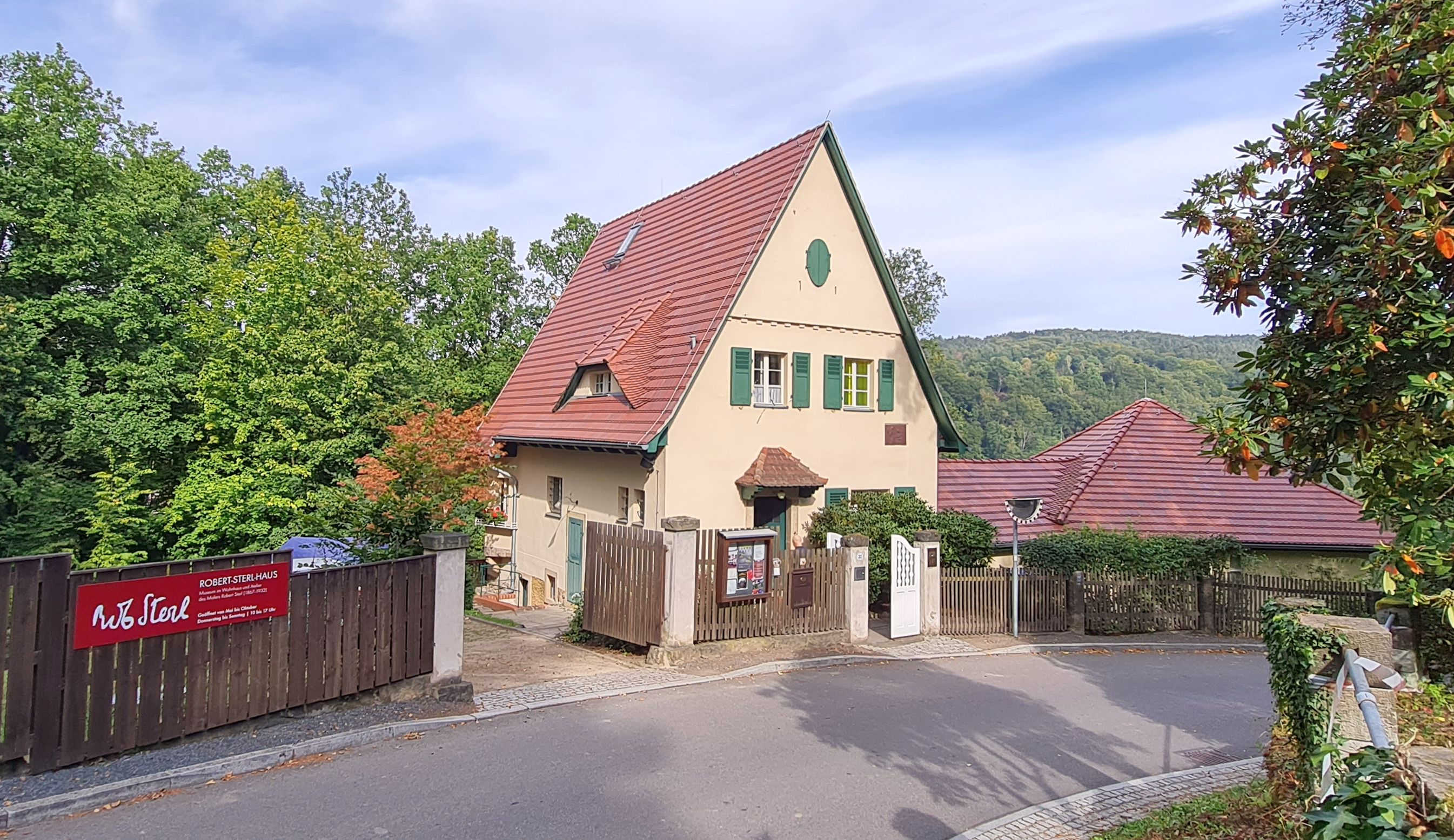
Robert-Sterl-Haus in Naundorf

Im Jahr 1919 kaufte Robert Sterl ein 1912/1913 erbautes Wohnhaus in Naundorf in der Sächsischen Schweiz. Er ließ durch den Meißner Architekten William Becker, der bereits für das Haus verantwortlich zeichnete, ein geräumiges Atelier anbauen und zog mit seiner Ehefrau Helene von Dresden dorthin.
Robert Sterl starb im Januar 1932 nach langer Krankheit in seinem Haus in Naundorf. Er wurde auf dem Grundstück bestattet. 1937 entstand das Grabmal von Otto Rometsch. Sterl hinterließ sein Vermögen als Stiftung zur Förderung junger Künstler der Dresdner Akademie. Die Stiftung verwaltete sein Naundorfer Wohnhaus, wo bis heute der künstlerische Nachlass Sterls erforscht und ausgestellt wird. 1957 ging die Robert-und-Helene-Sterl-Stiftung in den gemeinnützigen Sammelstiftungen des Bezirkes Dresden auf, die das Robert-Sterl-Haus in Naundorf seit 1981 als Museum und Forschungseinrichtung betreiben.

## Wirken

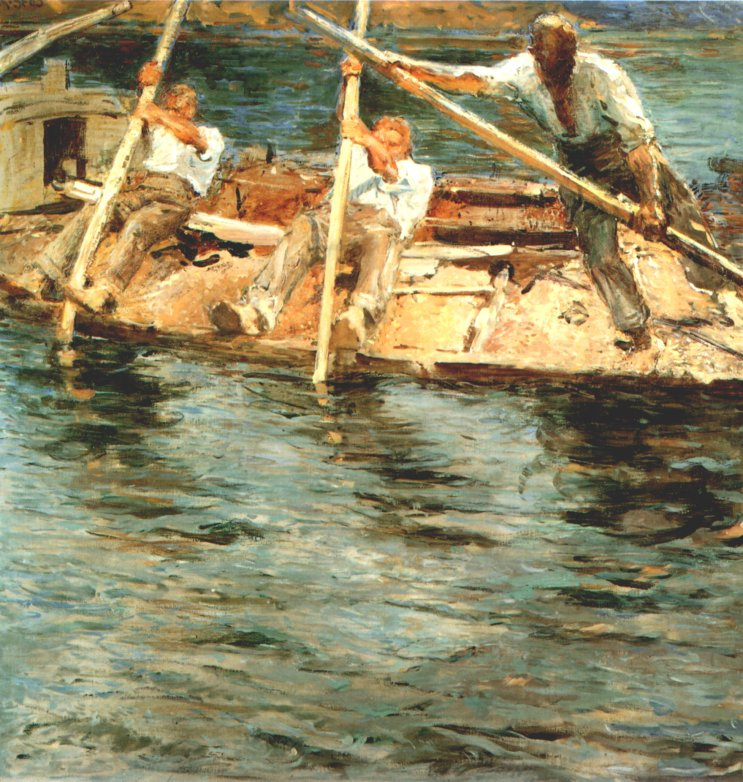
Elbebaggerer (1905)

Robert Hermann Sterl zählt neben Max Liebermann, Max Slevogt und Lovis Corinth zu den bedeutenden Vertretern des deutschen Impressionismus. Nach dem Studium an der Dresdner Kunstakademie, die er als Meisterschüler 1890 verließ, blieb Sterl seiner Heimatstadt bis an sein Lebensende verbunden. So gehörte er um die Jahrhundertwende mit den befreundeten Malern Carl Bantzer und Wilhelm Claudius zum Künstlerkreis in der Künstlerkolonie Goppeln sowie der Willingshäuser Malerkolonie. Beinahe drei Jahrzehnte lang nahm er als Professor der Kunstakademie bis zu seinem Tod entscheidenden Einfluss auf die sächsische Kunstszene. Zu seinen Schülern zählten Curt Großpietsch, Otto Griebel und Paul Sinkwitz.
Robert Sterls realistisches Frühwerk ist geprägt von zahlreichen in der Dresdner Umgebung sowie als loses Mitglied der Schwälmer „Willingshäuser Malerkolonie“ in Hessen entstandenen Landschaften. Neben Landschaftsbildern und Genreszenen beschäftigte sich der Maler und Grafiker immer wieder eingehend mit dem Thema Arbeit: Er zeigt Schäfer inmitten romantischer Landschaften, Ernteszenen, Bauernfamilien oder Kinder, die zur Ernte mitgenommen werden.  Stilistisch entwickelte sich Sterl um 1900 formal hin zum Impressionismus, später dann inhaltlich zum Realismus im Sinne von Gustave Courbet.
Mit dem Elbsandsteingebirge, Steinbrüchen und Steinbrechern war Sterl als Sohn eines Steinmetzes besonders verbunden. Er lieferte mit seinen Darstellungen Zeugnisse der Arbeits- und Technologiegeschichte. Sterl hat sich über dreißig Jahre lang – von 1893 bis in die 1920er Jahre – mit diesem Thema beschäftigt. Ein anderes häufig bei ihm auftretendes Sujet sind Töpfer in allen Phasen ihrer Arbeit. Sein Freund Carl Bantzer machte Sterl auf das Töpferdorf Wittgenborn im Vogelsberg aufmerksam. Bei regelmäßigen Aufenthalten, in Wittgenborn (heute Stadtteil von Wächtersbach) zwischen 1894 und 1904, sammelte er Skizzen der Töpfertätigkeit. Eines seiner Steinbrecher-Bilder von 1920 wurde zusammen mit dem Russland-Motiv Begräbniszug mit zwei Popen 1937 als „entartet“ aus der Dresdner Galerie Neue Meister entfernt.
Robert Sterl war zeitlebens ein gefragter Bildnismaler. Er porträtierte Musiker und Dirigenten, darunter den Violinisten Henri Petri (1906), Arthur Nikisch (1910) und Ernst Edler von Schuch (1912). Ebenso schuf er Porträts von Persönlichkeiten mit Bezug zu Dresden, Sachsen und Hessen, u. a. des Hoftheaterintendanten Nikolaus Graf von Seebach (1912), des Historikers und Archivars Otto Posse (1917), des Unternehmers Heinrich Ernemann (1919), des Pathologen Christian Georg Schmorl (1921), des nationalliberalen sächsischen Politikers und Mitbegründers der Deutschen Volkspartei Paul W. Vogel (1925) und des österreichisch-böhmischen Oberst Adalbert von Rauch, Vater von Ludovica Freifrau von Stumm auf Schloss Ramholz bei Schlüchtern (1904).

## Ausstellungen

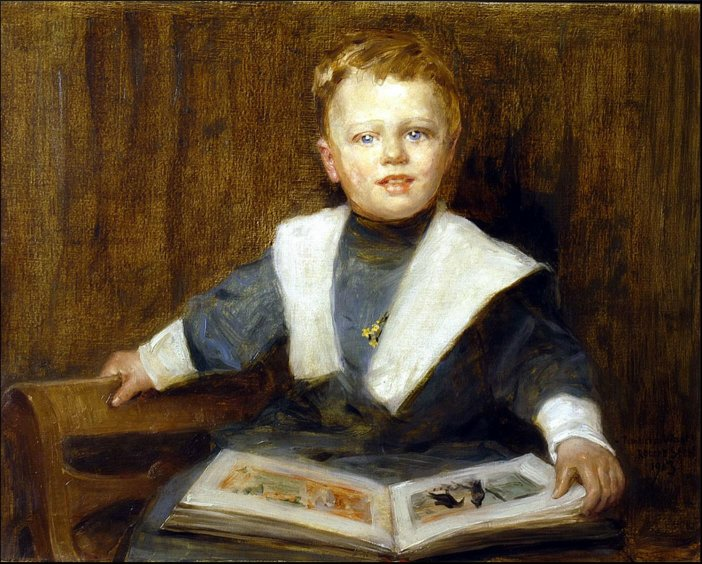
Bildnis Wastl (1903)

- 2017: Russlandbilder – Robert Sterl und Ernst Barlach. Galerie Neue Meister, Albertinum, Dresden.
- 2017: Tausendschön – Robert Sterl als Illustrator. Robert-Sterl-Haus, Naundorf.
- 2018: Der sächsische Maler Robert Sterl – Vom Illustrator zum Impressionisten. 28. März – 1. Juli 2018. Museum Obere Saline, Bad Kissingen.
- 2019: ‚Gesehen, erschaut und erlebt‘. Der Dresdner Impressionist Robert Sterl. 3. Februar – 21. April 2019. Museum Peter August Böckstiegel, Werther.
- 2020: Der Impressionist Robert Sterl in Hessen. 18. Oktober 2020 – 27. Januar 2021. Museum Brüder Grimm-Haus, Steinau an der Straße.[8]
- 2021: Constantin Meunier und Robert Sterl – Die Arbeiter im Blick, 1. Mai – 29. August 2021. Robert-Sterl-Haus, Naundorf
- 2023: Der Maler Robert Sterl – Zeichnung, Licht und Farbe eines Impressionisten. 19. November 2023 – 18. Februar 2024. Museum Brüder Grimm-Haus, Steinau an der Straße.
- 2024: Ein hessisches Intermezzo – Robert Sterl in der Schwalm, 1. Mai 2024 – 21. Juli 2024. Robert-Sterl-Haus, Naundorf

## Ehrungen
- Goldene Medaille Bene Merentibus der Dresdner Kunstakademie (1900)
- Goldene Medaille der Internationalen Kunstausstellung im schwedischen Malmö (1914)
- Ehrendoktorwürde der Universität Leipzig (1927)[9]
- Die Robert-Sterl-Straße im Dresdner Stadtteil Leubnitz-Neuostra wurde nach ihm benannt.[10]
- Die Robert-Sterl-Straße in Naundorf, Landkreis Sächsische Schweiz-Osterzgebirge, wurde nach ihm benannt. Sein ehemaliges Wohnhaus und Atelier an dieser Straße hat die Hausnummer 30. Hier liegt auch seine Grabstätte.
- Mit der Benennung eines Robert-Sterl-Weges im Ortszentrum, setzte Wittgenborn, ein Stadtteil von Wächtersbach, Robert Sterl, seinem jahrelangen Gast und Chronisten seines traditionellen Töpferhandwerks ein nachhaltiges Denkmal.

## Bedeutende Werke

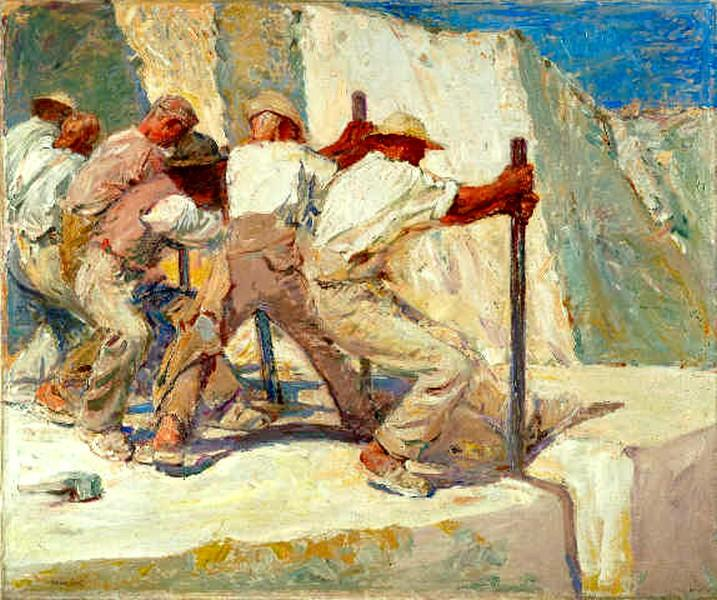
Steinbrecher (1911)

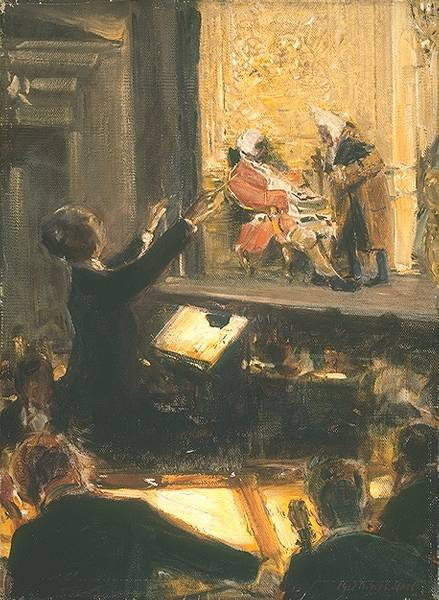
Ernst von Schuch dirigiert den Rosenkavalier von Richard Strauss (1912)

- Akademiemodell – Afrikaner im Halbakt (1887), Robert-Sterl-Haus Naundorf
- Woher kommt´s Brot? Bilder mit unterhaltendem Text für´s kleine Volk Kinderbuch: Robert Hermann Sterl (Zeichnungen), Johann Albert Steinkamp (Verse): Woher kommt´s Brot? Bilder mit unterhaltendem Text für´s kleine Volk. A. Steinkamp, 1999, ISBN 3-933357-12-8 ( [abgerufen am 18. Juli 2024] Reprint, Originaldruck nach 1892, siehe Ausstellung Ein hessisches Intermezzo).
- Arbeiter in der Tongrube (1901), Städtische Galerie Dresden
- Elbebaggerer (1905), Staatliche Kunstsammlungen Dresden, Galerie Neue Meister
- Bildnis der Königinwitwe Carola (1905), Städtische Galerie Dresden
- Steineklopferin (1907), Robert-Sterl-Haus Naundorf
- Ernst von Schuch dirigiert das Orchester (1908), Robert-Sterl-Haus Naundorf
- Arthur Nikisch dirigiert (1910), Museum Georg Schäfer, Schweinfurt
- Marktplatz in Nischni Nowgorod (1910), Robert-Sterl-Haus Naundorf
- Steinbruch (1910), Kunstsammlungen Chemnitz[11][12]
- Steinbrecher (1911), Museum der bildenden Künste Leipzig
- Steinbrecher (1911), Museum Folkwang Essen
- Ernst von Schuch dirigiert den „Rosenkavalier“ (1912), Staatliche Museen zu Berlin, Alte Nationalgalerie
- Schiffszieher an der Wolga (1912), Staatliche Kunstsammlungen Dresden, Galerie Neue Meister
- Steinauflader am Kippkarren (1913), Robert-Sterl-Haus Naundorf
- Bildnis Dr. Otto Posse (1917), Robert-Sterl-Haus Naundorf
- Bildnis Heinrich Ernemann (1919), verschollen
- Kalmückenboot auf der Wolga (1920), Staatliche Kunstsammlungen Dresden, Galerie Neue Meister
- Selbstbildnis (1920), Robert-Sterl-Haus Naundorf

## Robert-Sterl-Preis
Die Sammelstiftungen des Bezirkes Dresden und die Hochschule für Bildende Künste Dresden vergeben seit 1997 jährlich den Robert-Sterl-Preis. Eine Jury, bestehend aus drei Professoren der Hochschule für Bildende Künste Dresden und zwei Vertretern der Sammelstiftungen des Bezirkes Dresden bzw. des Robert-Sterl-Hauses, entscheidet über den mit 3000 Euro dotierten Preis für einen Meisterschüler der HfBK. Die Preisverleihung ist gekoppelt mit einer Ausstellung im Robert-Sterl-Haus in Naundorf.